# Оксфордская история Соединённых Штатов Америки
«Оксфордская история Соединённых Штатов Америки» (англ. Oxford History of the United States, 1982—2016) — серия научно-популярных книг про историю США. Издательство Оксфордского университета привлекло самых авторитетных историков Америки для написания томов этой серии. Каждому историку был отведён определённый исторический период (революция, гражданская война, и т. д.), и книги выходили по мере написания. Сама серия была изначально задумана в конце 1950-х годов известными американскими историками К. Ванном Вудвордом и Ричардом Хофштадтером. Всего было запланировано одиннадцать томов; позже — двенадцать. Первый том этой серии, однако, появился лишь в 1982 году: книга историка Роберта Миддлкоффа «Славное дело. Американская революция, 1763—1789 гг.». Это был третий том в хронологической последовательности серии, и позже, в 2005 году, появилось переиздание этой книги, исправленное и дополненное. На сегодняшний день из двенадцати запланированных томов в серии вышло уже восемь. Пять из них были номинированы на Пулитцеровскую премию в номинации «За книгу по истории», получив три награды (1989, 2000, 2008).

## Тома

### Опубликованные тома
На ноябрь 2012 года в серии опубликованы следующие тома (в порядке издания):
- Том 3: Роберт Миддлкофф[англ.], «Славное дело. Американская революция, 1763—1789 гг.» (The Glorious Cause: The American Revolution, 1763—1789) (1982; 2005, переиздание)
- Том 6: Джеймс М. Макферсон, «Боевой клич свободы. Эпоха гражданской войны» (Battle Cry of Freedom: The Civil War Era) (1988)
- Том 10: Джеймс Т. Паттерсон, «Грандиозные ожидания. Соединённые Штаты, 1945—1974 гг.» (Grand Expectations: The United States, 1945—1974) (1996)
- Том 9: Дэвид М. Кеннеди, «Свобода от страха. Американский народ в годы Депрессии и Войны, 1929—1945 гг.» (Freedom From Fear: The American People in Depression and War, 1929—1945) (1999)
- Том 11: Джеймс Т. Паттерсон, «Беспокойный гигант. Соединённые Штаты от Уотергейта до дела „Буш против Гора“» (Restless Giant: The United States from Watergate to Bush v. Gore) (2005)
- Том 5: Дэниел Уокер Хау[англ.], «Что творит Бог. Преобразование Америки, 1815—1848 гг.» (What Hath God Wrought: The Transformation of America, 1815—1848) (2007)
- Том 12: Джордж Херринг, «От колонии до сверхдержавы. Внешняя политика США с 1776 года» (From Colony to Superpower: U.S. Foreign Relations Since 1776) (2008)
- Том 4: Гордон С. Вуд[англ.], «Царство свободы. История ранней республики, 1789—1815 гг.» (Empire of Liberty: A History of the Early Republic, 1789—1815) (2009)
- Том 7: Ричард Уайт, «Длительный кризис» (The Long Crisis) (2017)

### Ожидаемые тома
На май 2024 года планируется публикация следующих томов (в хронологическом порядке):
- Том 1: Питер Мэнколл, «Истоки Америки» (American Origins)
- Том 2: Фред Андерсон[англ.] и Эндрю Кэйтон, «Америка в составе Империи, 1674—1764 гг.» (Imperial America, 1674—1764)
- Том 8: Брюс Шульман, «Пробуждённая нация. Рождение современной Америки, 1896—1929 гг.» (Reawakened Nation: The Birth of Modern America, 1896—1929) (ожидается в сентябре 2024)

### Хронологическая таблица томов
| Том | Автор                        | Название                                                                        | Год                          | Стр. | ISBN                   | Премии                                                          |
| --- | ---------------------------- | ------------------------------------------------------------------------------- | ---------------------------- | ---- | ---------------------- | --------------------------------------------------------------- |
| 1   | Питер Мэнколл                | «Истоки Америки»                                                                |                              |      |                        |                                                                 |
| 2   | Фред Андерсон и Эндрю Кэйтон | «Америка в составе Империи, 1674—1764 гг.»                                      |                              |      |                        |                                                                 |
| 3   | Роберт Миддлкофф             | «Славное дело. Американская революция, 1763—1789 гг.»                           | 1982; 2005 (2-е изд, испр.)  | 760  | ISBN 978-0-19-516247-9 | Номинация на Пулитцеровскую премию (1983)                       |
| 4   | Гордон С. Вуд                | «Царство свободы. История ранней республики, 1789—1815 гг.»                     | 2009                         | 800  | ISBN 978-0-19-503914-6 | Номинация на Пулитцеровскую премию (2010)                       |
| 5   | Дэниел Уокер Хау             | «Что творит Бог. Преобразование Америки, 1815—1848 гг.»                         | 2007                         | 928  | ISBN 978-0-19-507894-7 | Пулитцеровская премия (2008)                                    |
| 6   | Джеймс М. Макферсон          | «Боевой клич свободы. Эпоха гражданской войны»                                  | 1988                         | 904  | ISBN 978-0-19-503863-7 | Пулитцеровская премия (1989)                                    |
| 7   | Ричард Уайт                  | «Длительный кризис»                                                             | 2017                         | 928  | ISBN 978-0-19-973581-5 |                                                                 |
| 8   | Брюс Шульман                 | «Пробуждённая нация. Рождение современной Америки, 1896—1929 гг.»               | 2024 (ожидается)             | 736  | ISBN 978-0-19-515636-2 |                                                                 |
| 9   | Дэвид М. Кеннеди             | «Свобода от страха. Американский народ в годы Депрессии и Войны, 1929—1945 гг.» | 1999                         | 990  | ISBN 978-0-19-503834-7 | Пулитцеровская премия (2000)                                    |
| 10  | Джеймс Т. Паттерсон          | «Грандиозные ожидания. Соединённые Штаты в 1945—1974 гг.»                       | 1996                         | 880  | ISBN 978-0-19-507680-6 |                                                                 |
| 11  | Джеймс Т. Паттерсон          | «Беспокойный гигант. Соединённые Штаты от Уотергейта до дела „Буш против Гора“» | 2005                         | 448  | ISBN 978-0-19-512216-9 |                                                                 |
| 12  | Джордж Херринг               | «От колонии до сверхдержавы. Внешняя политика США с 1776 года»                  | 2008; 2017 (2-е изд., испр.) | 1056 | ISBN 978-0-19-507822-0 | Номинация на премию Национального круга книжных критиков (2008) |

## Русский перевод
В настоящее время на русском языке опубликованы два тома серии, в частности «Боевой клич свободы» Джеймса Макферсона, в переводе Дениса Голубцова, издательством «Гонзо» в 2012 (976 стр., ISBN 978-5-904577-08-7). А также Американская революция Роберта Л. Миддлкауфа (800 стр.).  